# Saint-Claud
Saint-Claud è un comune francese di 1 095 abitanti situato nel dipartimento della Charente, nella regione della Nuova Aquitania.

## Società

### Evoluzione demografica
Abitanti censiti